# Cúp quốc gia Scotland 1887–88
 Cúp quốc gia Scotland 1887-88 là mùa giải thứ 15 của giải đấu bóng đá loại trực tiếp uy tín nhất Scotland. Renton đánh bại Cambuslang 6-1 trong trận Chung kết.

## Đội vô địch
| Cúp quốc gia Scotland 1887–88             |
| Scotland                                  |
| ----------------------------------------- |
| Renton F.C. Đội vô địch (Danh hiệu thứ 2) |